# أولاد عبد الله (اتنين المركز)
أولاد عبد الله هو دُوَّار يقع بجماعة سيدي اليماني، عمالة طنجة أصيلة، جهة طنجة تطوان الحسيمة في المملكة المغربية. ينتمي الدوّار لمشيخة اتنين المركز التي تضم دوارين. يقدر عدد سكانه بـ 343 نسمة حسب الإحصاء الرسمي للسكان والسكنى لسنة 2004.

## روابط خارجية
- البوابة الوطنية للجماعات الترابية
- المندوبية السامية للتخطيط